# 不破武夫
不破 武夫（ふわ たけお、1899年9月 - 1947年12月27日）は、日本の法学者。

## 経歴
東京府東京市出身。第一高等学校を卒業し、1923年東京帝国大学法学部法律科を卒業。1925年3月に司法官試補となり、1926年11月に東京地方裁判所判事・東京区裁判所判事となる。同助手（恩師：牧野英一）を経て、1929年2月、京城帝国大学助教授に着任。1930年6月に教授昇進。1939年、九州帝国大学教授となり、同法文学部長をつとめた。1947年、学習院次長。1948年、「未必の故意」を九州帝国大学に提出して法学博士号を取得。

## 栄典
- 1926年（大正15年）12月1日 - 従七位[4]
- 1929年（昭和4年）6月15日 - 正七位[5]
- 1934年（昭和9年）10月15日 - 正六位[6]
- 1938年（昭和13年）5月16日 - 従五位[7]
- 1941年（昭和16年）
  - 7月15日 - 正五位[8]
  - 8月9日 - 勲四等瑞宝章[9]

## 家族・親族
- 父：不破信一郎は第二高等学校教授を務めた文学者。
- 女婿：井上正治は刑法学者。孫に井上治典がいる。

## 著書
- 『刑の量定に関する実証的研究』巌松堂 1939
- 『刑事責任論』弘文堂 1948
- 『刑法総論講義案』巌松堂書店 1948
- 『魔女裁判』巌松堂 1948
- 『刑事法上の諸問題』弘文堂 1950

共著
- 『刑法総論』井上正治共著 酒井書店 1955

## 論文
- Cinii